# دايكي ياماموتو
دايكي ياماموتو (باليابانية: 山本 大稀) (25 مارس 1992 في فوجيديرا في اليابان – )؛ هو لاعب كرة قدم ياباني سابق كان يلعب كلاعب وسط.

## وصلات خارجية
- دايكي ياماموتو على موقع رابطة كرة القدم اليابانية للمحترفين (اليابانية)
- دايكي ياماموتو على موقع Soccerway.com (الإنجليزية)